# Ștefan Vodă (gmina)
Ștefan Vodă – gmina w Rumunii, w okręgu Călărași. Obejmuje tylko jedną miejscowość Ștefan Vodă. W 2011 roku liczyła 2270 mieszkańców. 